# 布拉格老城

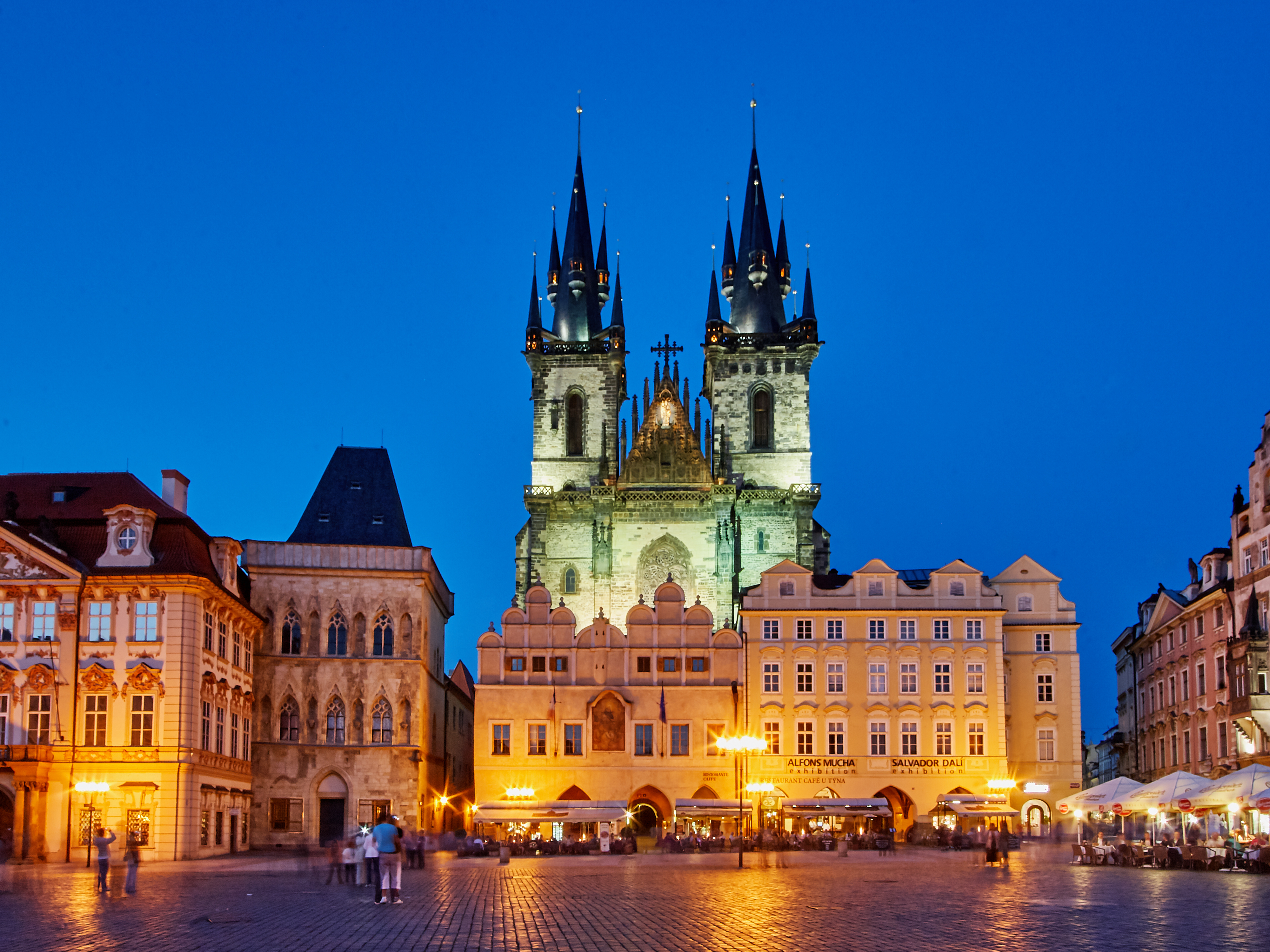
老城广场

布拉格老城（捷克语：Staré Město）是捷克共和国首都布拉格的一个城区，以布满美丽的古典建筑著称。
布拉格老城是布拉格最早的居民区之一。在14世纪，查理四世扩建城市，兴建了布拉格新城，两部分由Na Příkopě街（護城河街）连接。
老城的名胜有老城广场、布拉格天文钟。在伏尔塔瓦河对面是布拉格小城（Malá Strana），这两部分城区由查理大桥连接。

## 历史
大约在9世纪老城伏尔塔瓦河边形成居民点和市场。公元1100年的文献表明每个周六这里有集市，大宗军事筹款也在此进行。由于贸易附近的商人富裕起来，国王Vaclav 1赐给他们市镇自治权，布拉格镇（Mesto Prazske）形成。根据古代记录，该城有13个城门

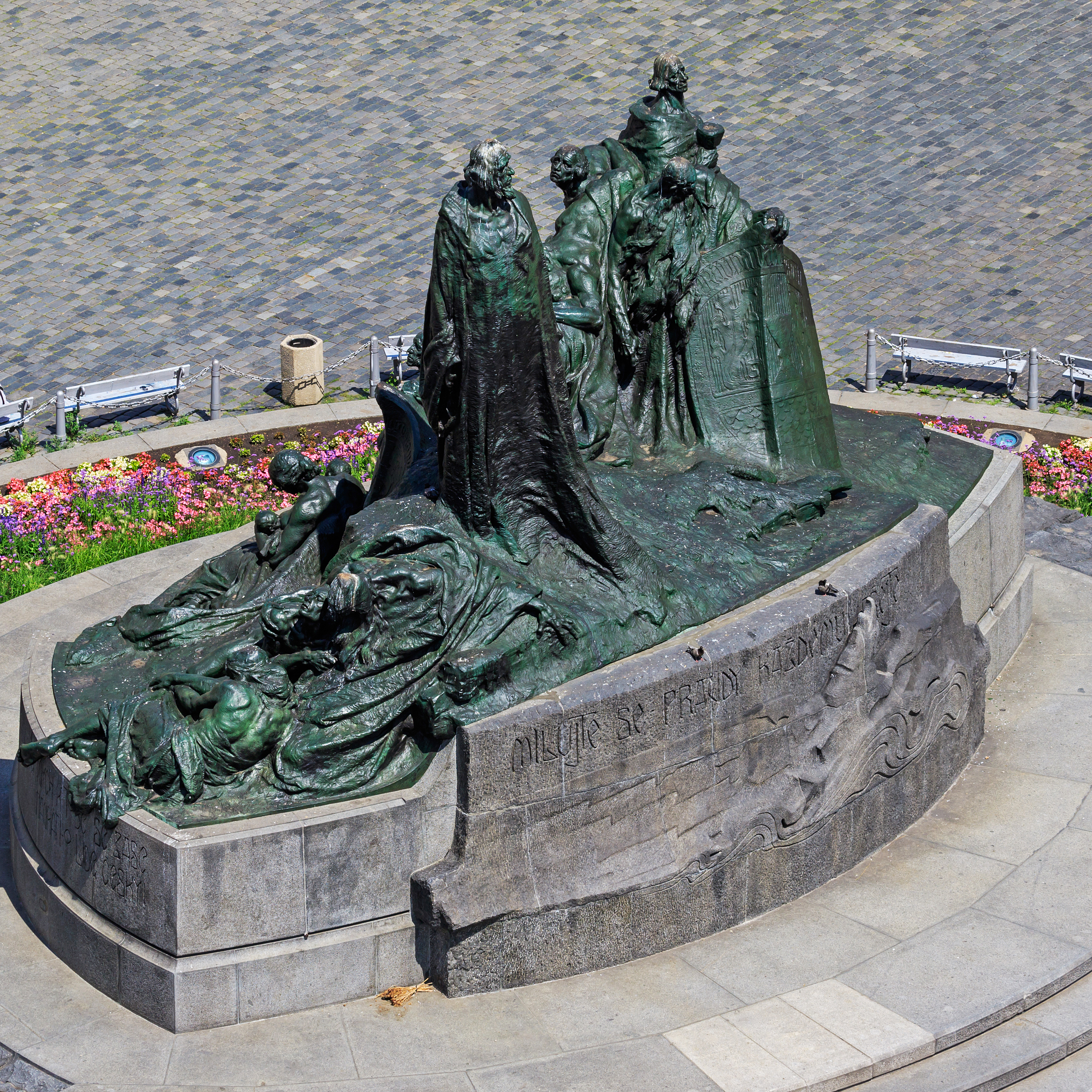
老城
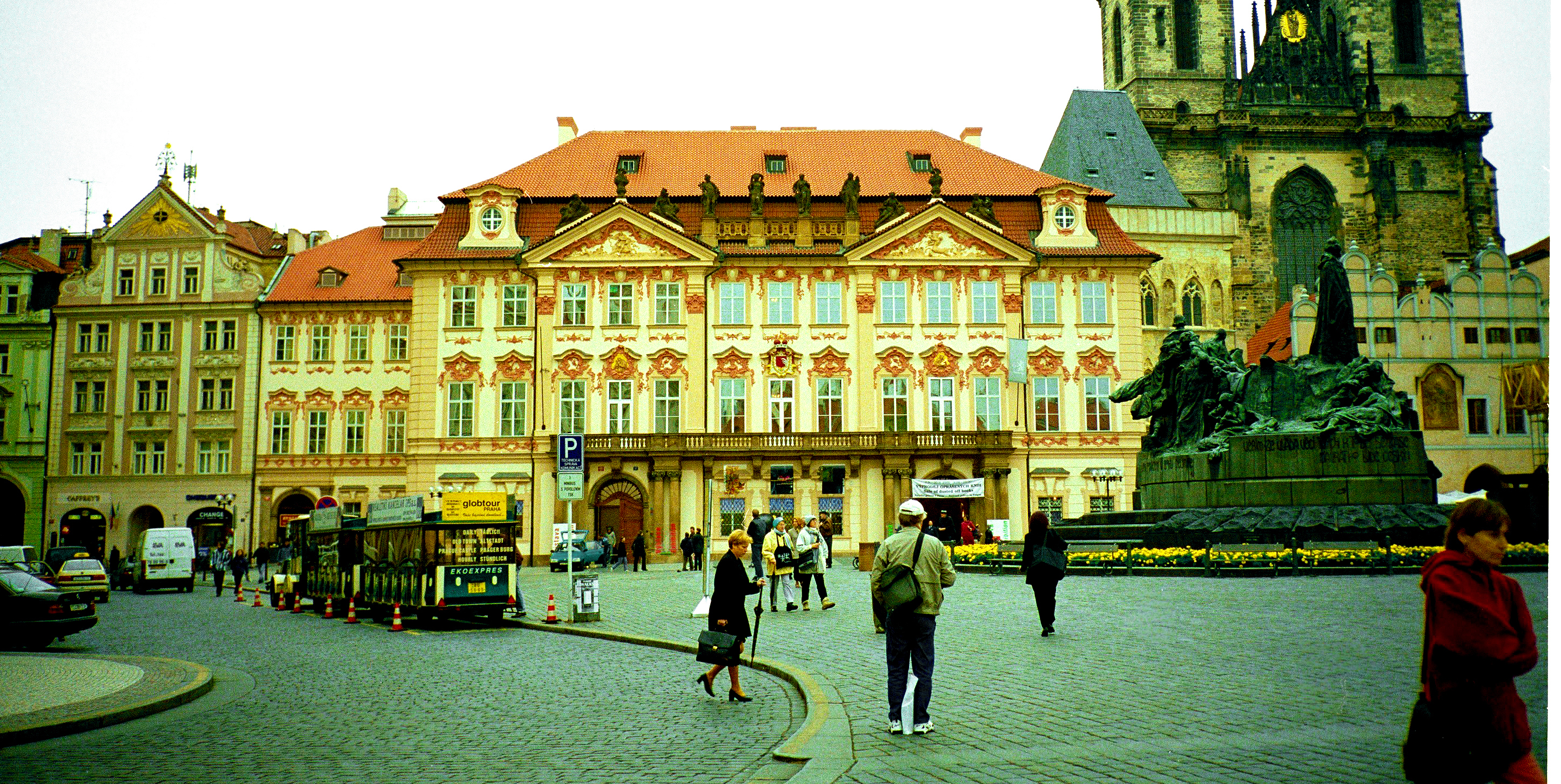
老城金斯基宫

50°05′17″N 14°25′20″E / 50.08806°N 14.42222°E